# ألكس سميثيس
ألكس سميثيس (5 مارس 1990 بهدرسفيلد في المملكة المتحدة - ) (بالإنجليزية: Alex Smithies) هو لاعب كرة قدم بريطاني في مركز حراسة المرمى. شارك مع منتخب إنجلترا تحت 16 سنة لكرة القدم ومنتخب إنجلترا تحت 17 سنة لكرة القدم ومنتخب إنجلترا تحت 18 سنة لكرة القدم ومنتخب إنجلترا تحت 19 سنة لكرة القدم. أما مع النوادي، فقد لعب مع كوينز بارك رينجرز وهدرسفيلد تاون.

## وصلات خارجية
- ألكس سميثيس على موقع قاعدة بيانات كرة القدم.إي يو (الإنجليزية)
- ألكس سميثيس على موقع Soccerbase.com (لاعب) (الإنجليزية)